# SCANFAR
SCANFARは、アメリカ合衆国のヒューズ・エアクラフト社が開発した3次元レーダー・システム。AN/SPS-32捜索レーダーとAN/SPS-33追尾レーダーによって構成されている。これらはいずれも電子走査アレイ・アンテナを採用しており、非常に野心的かつ先進的なシステムであったが、信頼性とコストの問題を克服できず、2セットが配備されたのみで、それらも1980年代初頭に撤去された。

## SPS-32
捜索レーダーであり、横40フィート×縦20フィートという横長のアンテナ4面を上部構造物の周囲に固定式に設置していた。これらのアンテナは、36枚のパネルを18列に配置しており、1,100フィート (340 m)の片側給電・波状同軸ケーブル（40フィート (12 m)に圧縮）によってタップに接続されている。当時、艦隊に導入されつつあった同社製のAN/SPS-39では導波管が用いられていたことを考えると、このように同軸ケーブルを採用していることは画期的なものであった。
ビーム走査は周波数走査（FRESCAN）方式によって行っている。

## SPS-33
追尾レーダーであり、横20フィート×縦25フィートというわずかに縦長のアンテナ4面を上部構造物の周囲に固定式に設置していた。こちらは、俯仰角方向の走査は周波数走査式だが、方位角方向の走査は位相走査式としており、ペンシルビームを迅速に指向することができた。

## 搭載艦
- 原子力空母「エンタープライズ」
- 原子力ミサイル巡洋艦「ロングビーチ」

両艦とも、1980年から1981年にかけての改修で本システムを撤去し、艦隊で一般的な回転式レーダー（AN/SPS-48 3次元レーダーと、AN/SPS-49 2次元レーダー）を搭載している。